# Personnages de Pokémon
 (septembre 2009).
Si vous disposez d'ouvrages ou d'articles de référence ou si vous connaissez des sites web de qualité traitant du thème abordé ici, merci de compléter l'article en donnant les références utiles à sa vérifiabilité et en les liant à la section « Notes et références ».
Les personnages de Pokémon, la série sont les figures récurrentes de la série télévisée dérivée de la licence de médias Pokémon, qui narre les aventures d'un jeune dresseur de Pokémon du nom de Sacha, qui voyage à travers le monde pour affronter d'autres dresseurs.
- Haut – A
- B
- C
- D
- E
- F
- G
- H
- I
- J
- K
- L
- M
- N
- O
- P
- Q
- R
- S
- T
- U
- V
- W
- X
- Y
- Z

## A

### Aurore
Pour les articles homonymes, voir Aurore.
Aurore (ヒカリ, Hikari, Dawn au Québec) est un des principaux personnages du troisième cycle de la série. Elle reprend la protagoniste féminine incarnée par le joueur dans Pokémon Diamant, Perle et Platine.
Aurore est une apprentie dresseuse de 10 ans aux cheveux bleus et aux yeux bleus résidant à Bonaugure, rêvant de devenir la meilleure coordinatrice Pokémon du monde, tout comme sa mère l'a été à son époque. Elle est une piètre dresseuse lors de ses premières apparitions mais s'améliore au fur et à mesure. Elle porte un bonnet blanc et rose, une écharpe rose autour du cou qui lui va jusqu'à la poitrine, une robe courte noire, rose et blanche, des chaussettes noires et des bottines roses.
Avant de partir à l'aventure, Aurore choisit un Tiplouf comme premier Pokémon. Elle essaye alors de capturer un Pokémon et, après plusieurs échecs, tente de capturer le Pikachu de Sacha perdu après une bataille contre la Team Rocket. Elle cherche alors Sacha pour le lui rendre et commence ainsi ses aventures avec lui. Si, au début, elle se dispute de temps en temps avec Sacha, leur relation s'améliore vite.
Elle gagne son premier ruban au concours de Floraville. Au cours de la saison 11, elle doute d'elle-même et de sa carrière de coordinatrice et finit par retrouver confiance grâce à la présence de Flora et du soutien de ses amis. Lors de l'épisode 548, elle gagne la coupe Marc face à Flora. Lors de l'épisode 564, Franchir le fossé des générations, elle rencontre Lila, une ancienne coordinatrice devenue pokéstyliste (évoqué dans l'épisode 555) ; elle l'affronte en finale avec Capidextre et remporte son 3e ruban. Dans l'épisode 583, elle rencontre une rivale du nom d'Ursula et remporte son quatrième ruban face à elle. Près de Frimapic, Aurore apprend qu'il y aura un concours à Ville Refuge ; elle y participe avec son Capidextre, mais perd face à Gilles. Elle apprend par la suite qu'il y aura un concours de Ping Pong Pokémon ; elle y participe avec Capidextre qui décidera de rester avec Monsieur O pour s'entraîner.
Aurore a une préférence pour les Pokémon mignons comme Tiplouf : elle capture un Laporeille femelle, qui est amoureuse de Pikachu, puis un Pachirisu. Elle capture aussi un Mustebouée qu'elle échange contre le Capumain de Sacha, qui évolue ensuite en Capidextre. En effet, Mustebouée excelle dans les combats Pokémon tandis que Capumain préfère les concours Pokémon depuis qu'il a commencé à les regarder. Enfin, Aurore capture un Marcacrin qui évolue rapidement en Cochignon puis en Mammochon. Après avoir évolué, il refuse de lui obéir jusqu'à ce qu'elle lui vienne en aide quand il se blesse lors d'un combat contre un Galeking lors de l'épisode 587. À la suite d'un match remporté contre Célesta, elle reçoit un œuf duquel sortira un Héricendre, qui évoluera en Feurisson. Elle obtient également la garde du Togekiss de Salvia, une princesse qui est son parfait sosie, dans le but de le faire participer aux concours, afin que le Pokémon n'ait aucune frustration. Elle se hisse jusqu'en finale du Grand Festival où elle perd contre Zoé.
À la fin du troisième cycle, Sacha et Pierre quittent Sinnoh tandis que Aurore repart sur les routes de Hoenn, afin de réaliser son rêve de devenir Top Coordinatrice. Elle sera de retour dans la région d'Unys avec les mêmes Pokémon.

## B

### Barbara
Barbara est la camarade de classe de Sacha durant le septième cycle. Elle vit à Alola avec son père, son frère est souvent en voyage. Sa famille tient un restaurant familial.

## C

### Célesta
Célesta (コトネ, Kotone) est une dresseuse originaire de Johto, qui apparaît dans quatre épisodes de la saison 12. Elle reprend la protagoniste féminine incarnée par le joueur dans Pokémon Or HeartGold et Argent SoulSilver.

### Chloé
Chloé (コハル, Koharu) est un personnage principal dans le septième cycle et est aussi la fille du professeur Cerise.

### Chrys
Chrys est le camarade de classe depuis le sixième cycle. Il a une passion pour les Pokémon de type Électrik et il aime la technologie.

### Professeur Chen
Le professeur Chen (オーキド・ユキナリ博士, Dr. Yukinari Ōkido, Oak au Québec) est un scientifique spécialisé dans les Pokémon. Il est surnommé le Prof Pokémon du fait de son savoir incomparable sur ces créatures. C'est lui qui offre les Pokémon aux dresseurs novices, vers l'âge de 10 ans. En plus d'un premier Pokémon, il leur fournit un Pokédex, qui sert à recenser tous les Pokémon, ainsi que des Poké balls. C'est aussi le grand-père de Régis, le rival de Sacha. Il leur remet leur premier Pokémon, respectivement Carapuce et Pikachu.
Le professeur Chen a formé de nombreux scientifiques Pokémon, tels que les professeurs Orme et Seko. C'est un grand scientifique Pokémon renommé dans le monde entier. Il est assisté dans ses recherches par Jacky depuis le début du troisième arc de la série. Parallèlement à ses études, il s'occupe de tous les Pokémon que les dresseurs du Bourg-Palette lui envoient en pension. Il a également cherché à résoudre le mystère de la GS Ball, mais sans succès.
Il y a 40 ans, alors qu'il était un observateur Pokémon, il rencontra Celebi qui l'envoya dans le futur. À l'époque, il possédait un Reptincel et un Roucool. Il fait également mention qu'il possédait autrefois un Poissoroy. Il se faisait alors appeler « Sammy » (diminutif de Samuel).

### Clem
Clem (ユリーカ, Eureka) est un des personnages principaux du cinquième cycle de la série. C'est la petite sœur de Lem, le champion d'arène d'Illumis à Kalos. Elle reprend le même personnage de Pokémon X et Y.

### Conway
Conway (コウヘイ, Kōhei) est un dresseur de Pokémon apparaissant dans 11 épisodes de la saison 11. Il arrive finaliste du tournoi en double d'Unionpolis avec Aurore, dont il est amoureux, et brille également à l'école d'été Pokémon. C'est un dresseur très intelligent, dont la stratégie est d'éviter le plus possible les coups ; cependant il perd souvent par manque de réactivité face aux situations imprévues. Il possède un Roigada, un Galeking, un Scarhino, un Coudlangue, un Caratroc et un Noctunoir.

## D

### Daisy
Daisy (サクラ, Sakura) est l'aînée des sœurs sensationnelles. Elle se consacre à sa carrière d'actrice, à ses spectacles aquatiques et à ses fans. Elle a les cheveux blonds. C'est elle qui confia ses deux Lovdisc à Ondine et c'est la seule des sœurs à ne pas la taquiner. Elle est la première à remarquer qu'Ondine semble s'intéresser à Sacha. Dans les spectacles, elle joue généralement les rôles masculins, mais elle remplace Ondine dans les rôles féminins quand celle-ci est en déplacement. C'est elle qui s'occupe de l'arène d'Azuria, mais donne les badges très facilement, même sans combattre, comme dans l'épisode Les fleurs d'eau d'Azuria, où elle arbitre.

### Delia
Delia (ハナコ, Hanako) est la mère de Sacha.

### Drew
Drew (シュウ, Shū) est un grand coordinateur Pokémon dont toutes les filles sont folles amoureuses. Il rencontre Flora sur une plage lorsqu'il rattrape son frisbee. D'abord rivaux, ils deviennent amis lors du concours de Poivressel. Il a déjà gagné plusieurs concours avec son Maskadra. Il réussit à se qualifier pour la finale du Grand Festival mais perd contre Robert et termine donc deuxième avec son Libégon. Il parcourt ensuite la région de Kanto, où il retrouve Flora, face à laquelle il perd lors du Grand Festival de la ligue Indigo. Il part pour Johto avec Harley et Flora, où son Rosélia évolue en Roserade.

## F

### Flora
Flora (ハルカ, Haruka, May au Québec) est un des personnages principaux du deuxième cycle de la série. Elle reprend la protagoniste féminine incarnée par le joueur dans Pokémon Rubis, Saphir et Émeraude.
Flora est la fille de Caroline et de Norman, le champion de Clémentiville, ville dont elle est originaire. Elle a les cheveux bruns, les yeux bleus et des vêtements moulants : un bandana rouge et blanc, une chemise rouge et bleu foncé, un short et des gants bleu foncé et blancs, des chaussettes noires et des chaussures à dominante rouge. Elle porte également une sacoche jaune. C'est au début une dresseuse très médiocre, maladroite et tête en l'air sans expérience ni stratégie, complètement à l'opposé de Sacha. Elle commet les mêmes erreurs que Sacha à ses débuts, comme envoyer une Poké ball sur un Pokémon sans le combattre. Elle choisit comme Pokémon de départ Poussifeu parce qu'elle le trouve mignon et qu'elle n'a pas confiance en Gobou, qui l'a aspergée d'eau alors qu'elle essayait de venir en aide au professeur Seko, perché en haut d'un arbre pour échapper à des Pokémon sauvages. Contrairement à Sacha, Flora n'a à l'origine aucun intérêt pour le dressage des Pokémon et est plus intéressée par un voyage dans le monde.
Flora apparaît dès le début de la saison 6, où elle est envoyée chez le professeur Seko afin d'obtenir son premier Pokémon. Elle rencontre ainsi Sacha, venu voir le professeur pour soigner Pikachu. Alors que la Team Rocket attaque, Pikachu carbonise involontairement le vélo de Flora - comme il l'avait fait pour Ondine. Flora reçoit finalement son premier Pokémon, Poussifeu, qui évoluera par la suite en Galifeu puis en Braségali et décide de se joindre à Sacha.
Au cours de la série, Flora développe un intérêt croissant pour les concours plutôt que les combats. Fascinée par un Charmillon lors d'un concours Pokémon, elle attrape un Chenipotte et le fait évoluer. Elle participe ensuite à des concours et parvient à obtenir les cinq rubans nécessaires à la participation au Grand Festival de Hoenn, où elle perd en quart de finale face à son rival, Drew et rencontre notamment sur son chemin Drew et Harley. Elle capture également d'autres Pokémon : Skitty, Bulbizarre et Goinfrex.
Après sa défaite, elle décide de continuer à suivre Sacha à Kanto, où il cherche à obtenir les symboles extrêmes, et prend part aux concours de la région avec d'assez bons résultats. Lors d'un nouveau Grand Festival, elle se démarque par une grande combativité. Elle gagne contre Harley, son autre rival, et bat Drew grâce à son Carapuce, malgré l'utilisation par celui-ci de Libégon et d'Absol. Après le concours de Terracotta, où elle fait match nul en finale contre Sacha, Flora rejoint Drew et Harley à Johto avec son nouvel Évoli.
Elle apparaît dans les quatre films du cycle, où elle rencontre notamment les Pokémon légendaires Jirachi, Deoxys et Manaphy. Elle réapparaît également dans la saison 11 avec de nouveaux habits, avec des Pokémon évolués : Évoli en Givrali, Carapuce en Carabaffe et Bulbizarre en Florizarre. Elle annonce à ses amis qu'elle a gagné trois rubans de Johto pour l'instant et participe au concours Pokémon organisé par Marc, le champion d'Atalanopolis.

## G

### Gilles
Gilles (ケンゴ, Kengo, Kenny au Québec et dans les saisons 10 et 11) est un ami d'enfance d'Aurore, qu'il surnomme « Frisouille » – sauf dans la saison 11, où il use de son surnom en anglais, « Dee Dee ». Il a choisi, tout comme Aurore, de commencer son aventure avec un Tiplouf, qui a depuis évolué en Pingoléon. Il est parfois vu comme le rival d'Aurore et cache ses sentiments envers elle. Après le Grand Festival, il part et invite Aurore à le suivre ; celle-ci refuse, tout en lui laissant entendre dans une lettre qu'elle le trouve mignon.

### Giovanni
Giovanni (サカキ, Sakaki) est le chef de la Team Rocket et le champion de l'arène de Jadielle à Kanto.

### Goh
Goh (ゴウ, Gō) est le partenaire de Sacha dans le septième cycle.

## I

### Iris
Iris (アイリス, Airisu) est l'héroïne accompagnant Sacha dans la saison 14. Elle reprend le personnage de la championne de Janusia dans Pokémon Blanc. Elle n'a d'abord pas de très bons rapports avec Sacha qu'elle traite souvent de bébé, avant de le rejoindre dans son aventure. Son Pokémon principal est un Coupenotte ; elle possède aussi un Minotaupe, qui refuse de lui obéir, ainsi qu'un Emolga. Elle capture ensuite un Dracolosse qui lui non plus ne lui obéit pas. C'est la première héroïne de la série qui n'a pas eu de vélo détruit par Pikachu.

## J

### Jacky
Jacky Léon (ケンジ, Kenji, Tracey Sketchit au Québec) remplace Pierre aux côtés de Sacha pendant l'arc narratif des Îles Orange. C'est un observateur Pokémon, qui dessine tout ce qu'il voit d'intéressant – les Pokémon, mais aussi jolies demoiselles – et cherche souvent toutes sortes de détails. Il aime faire des sous-entendus sur la nature de la relation entre Sacha et Ondine et tente de les rapprocher. Il est également dresseur de Pokémon et en possède trois : Mimitoss, Marill et Insécateur.
Il rencontre Sacha et Ondine dans l'épisode 86 sur l'île Gélatine alors que Sacha est sur le point d'affronter trois dresseurs qui maltraitent un bébé Lokhlass. Il apprend par la suite que Sacha et Ondine connaissent le professeur Chen, son idole, auquel ils doivent remettre la GS Ball, et décide de les accompagner. Une fois au Bourg Palette, il rencontre Pierre et donne ses croquis au professeur Chen avant de l'aider dans son laboratoire pour ses recherches.

### James
James (コジロウ, Kojirō) est un des trois membres emblématiques de la Team Rocket avec Jessie et Miaouss.

### Agent Jenny
Jenny (ジュンサー, Junsar) est le prénom de toutes les agents de police de la série. Elles utilisent généralement des Pokémon comme des Caninos ou des Arcanin. Elles possèdent aussi des Pijako, des Ponchien et des Élecsprint. Pierre tombe généralement amoureux d'elles.

### Jessie
Jessie (ムサシ, Musashi) est une des trois membres emblématiques de la Team Rocket avec James et Miaouss.

### Infirmière Joëlle
Joëlle (ジョーイ, Joy) est le prénom de toutes les infirmières, identiques, des centres Pokémon. Elles possèdent généralement un Leveinard (des fois un Leuphorie), un Naméouïe ou un Grodoudou à Kalos afin de soigner les Pokémon. Pierre tombe généralement amoureux d'elles.

## K

### Kiawe
Kiawe est le camarade de classe de Sacha durant le sixième cycle. Il habite dans une ferme avec ses parents et sa sœur. Il adore les Pokémon de type Feu.

## L

### Lem
Lem (シトロン, Citron) est l'un des personnages principaux du cinquième cycle de la série et le grand frère de Clem. Il reprend le personnage du champion d'Illumis dans Pokémon X et Y. Son arène est de type Électrik.

### Lilie
Lilie est la camarade de classe de Sacha durant le sixième cycle. Elle vit à Alola avec sa mère Elsa-Mina qui est aussi présidente de la fondation Aether et son frère Gladio qui sont une famille fortunée.

### Lily
Lily (ボタン, Botan) est la troisième des sœurs sensationnelles. Elle se consacre au shopping, aux spectacles aquatiques et à ses fans. Elle a les cheveux roses. Encore plus que Violette, elle adore taquiner Ondine. Lily joue généralement le méchant ou un rôle de garçon dans les spectacles.

## M

### Max
Max (マサト, Masato) est le petit frère de Flora. Il a des cheveux et des lunettes noires, un polo à manches courtes vert à col blanc, un short marron et des chaussures vertes, noires et blanches. Fils de Caroline et de Norman, le champion de l'arène de Clémentiville, il rencontre Sacha lors de l'affrontement entre celui-ci et son père. Étant trop jeune pour posséder des Pokémon, il n'apprend des choses sur eux que grâce aux livres mais en connaît beaucoup plus de choses sur les Pokémon que sa sœur qui, elle, s'intéresse aux concours Pokémon. Il se lie d'amitié avec un Medhyèna, un Polichombr et un Tarsal, mais aussi et surtout avec les Pokémon légendaires Jirachi et Deoxys. À la fin de la saison 9, il repart à Clémentiville pour approfondir ses connaissances et s'occuper des Pokémon de l'arène, avec l'objectif d'obtenir son premier Pokémon pour pouvoir affronter Sacha.

### Miaouss
Miaouss est un des trois membres emblématiques de la Team Rocket avec James et Jessie. Bien qu'il soit un Pokémon, il sait parler comme les humains.

### Motisma-Dex
Motisma-Dex (ロトム図鑑, Rotom) est un Pokémon nommé Motisma qui habite dans un Pokédex. Il vit à Alola apparue pour la première fois dans Pokémon Soleil et Lune.

## N

### Néphie
Néphie est la camarade de classe de Sacha durant le sixième cycle. Elle est fascinée par les Pokémon de type eau. Elle a tendance à dire des mensonges aux personnes de son entourage.

### Nico
Nico (シューティー, Shūti, Trip au Québec) est le rival de Sacha dans le quatrième cycle de la série, après Régis et Paul. Son Pokémon de départ est un Vipélierre, qui a évolué en Majaspic. Il possède également un Poichigeon, évolué en Colombeau, un Mélancolux, un Viskuse, un Sorbébé et un Charpenti, évolué en Bétochef. Il bat Sacha lors de leurs deux premières confrontations, leur duel suivant se solde par un match nul, il bat encore Sacha lors de la Coupe Junior mais perd contre lui au premier tour de la Ligue Pokémon.

## O

### Ondine
Ondine (カスミ, Kasumi, Misty au Québec) est un des personnages principaux du premier cycle de la série. Elle reprend le personnage de la championne d'Azuria dans Pokémon Rouge et Bleu.
C'est une jeune fille aux cheveux roux, petite sœur des trois championnes d'Azuria, connues pour leur spectacle aquatique. Elle est dresseuse de Pokémon de type eau et déteste en particulier les Pokémon de type insecte. Elle a plutôt mauvais caractère mais est très attentive et maternelle avec ses Pokémon, notamment avec Togepi qui la considère comme sa maman. Dans les six premières saisons, elle porte des chaussures rouges, jaunes et blanches, un short en jean bleu turquoise retenu par des bretelles rouge foncé qui se croisent dans son dos et un tee-shirt jaune court, ample et sans manches lui laissant le nombril à l'air. Elle rêve d'être une star et la meilleure dresseuse de Pokémon eau.
Ondine rencontre Sacha alors qu'elle pêche : elle récupère Sacha dans la rivière, qui repart aussitôt pour sauver Pikachu et lui emprunte son vélo. Par la suite, Pikachu détruit accidentellement le vélo avec une attaque électrique ; Ondine décide alors de suivre Sacha jusqu'à ce qu'il lui rembourse son vélo. Elle reviendra dans sa ville natale d'Azuria avec ses amis pour que Sacha obtienne le badge Cascade, mais ses sœurs, championnes de l'arène, n'ont pas de Pokémon apte à se battre : ce sera finalement Ondine qui affrontera Sacha et lui remettra le badge de l'arène. Par la suite, Sacha découvre un œuf de Pokémon, dont sort Togepi, qui voit en premier Ondine et croit par la suite que c'est sa mère. Avant le tournoi de la Ligue Indigo, Ondine donnera ses Pokémon Hypotrempe et Staross à ses sœurs pour leurs spectacles.
Après le tournoi Indigo, Pierre restera chez le Professeur Flora dans les Îles Orange tandis qu'Ondine suivra Sacha avec Jacky. Après la victoire de Sacha dans la Ligue Orange, ce dernier, Ondine et Pierre suivent Sacha à Johto.
Ondine quitte Sacha lorsque celui-ci part pour Hoenn, pour prendre la place de ses sœurs en tant que championne d'arène. Elle refait des apparitions ponctuelles dans des épisodes postérieurs, ainsi que dans Pokémon Hō-sō et dans le téléfilm Le Maître des mirages.
Elle réapparaît dans la saison 20 et 22 aux côtés de Pierre.

## P

### Paul
Paul (シンジ, Shinji) est un dresseur introduit dans la saison 10 comme le nouveau rival de Sacha. Comme ce dernier, il a voyagé dans les régions de Kanto, Johto et Hoenn avant de revenir à Sinnoh, sa région d'origine. D'un caractère dur et austère, Paul ne s'intéresse aux Pokémon que pour leur potentiel de combat et se refuse à former une amitié avec eux, considérant que cela revient à limiter leur potentiel. Il s'oppose en cela complètement à son frère Reggie, qui a abandonné sa carrière de dresseur Pokémon pour devenir éleveur. En outre, dès que Paul capture un nouveau Pokémon, il le scanne immédiatement avec son Pokédex pour connaître ses capacités et le relâche immédiatement s'il ne le juge pas assez puissant. Le seul Pokémon qu'il respecte est son Élekable. Il est le propriétaire initial du Ouisticram de Sacha, qu'il a capturé après que le Pokémon a fait preuve d'une force exceptionnelle contre des Mangriff. Paul n'a cependant jamais réussi à retrouver une telle puissance et fini par l'abandonner.
Les autres Pokémon de Paul sont :
- Tortipouss, évolué en Torterra
- Élekid, évolué en Élekable
- Ninjask
- Scorvol
- Ursaring
- Cornèbre, évolué en Corboss
- Dimoret
- Magmar, évolué en Maganon
- Nidoking
- Drascore
- Galegon, évolué en Galeking
- Tritosor
- Stalgamin, évolué en Momartik
- Hariyama

### Pierre
Pierre (タケシ, Takeshi, Brock au Québec) est l'un des personnages principaux des trois premiers cycles de la série. Il reprend le personnage du champion d'Argenta dans Pokémon Rouge et Bleu.
Pierre est l'aîné d'une famille de dix enfants. Sa mère Lola a disparu et son père Flint est parti devenir Maître Pokémon et n'a plus donné de nouvelles depuis. Par conséquent, Pierre s'occupe seul de ses neuf frères et sœurs et, de ce fait, il est particulièrement habile dans les tâches ménagères. Pierre apparaît en tant que champion de l'arène d'Argenta, que Sacha vient défier. Après une première défaite face à son Onix, Sacha réussit à le battre, grâce à l'aide d'un mystérieux inconnu qui se révélera être Flint, le père de Pierre, qui autorisera son fils à quitter l'arène pour suivre Sacha.
Comme son nom l'indique, il est un dresseur de Pokémon de type Roche mais il attrape aussi deux Pokémon Eau durant la ligue Hoenn : Nénupiot et Gobou. Il fait souvent office de médiateur entre Ondine et Sacha lors de leurs fréquentes disputes. Ses connaissances en élevage de Pokémon dépassent celles de Sacha et Ondine, et par ailleurs c'est lui qui prépare leur nourriture. C'est aussi un amateur de jolies filles : il tombe amoureux de la plupart des filles qu'il croise et ne peut s'empêcher de leur proposer un rendez-vous. Alors que tout le monde confond les infirmières Joëlle et les agents Jenny (à partir de la ligue Orange), il arrive à les différencier grâce à de petits détails. Peu de filles, comme Ondine et Jessie, le laissent de marbre.
Au début de l'arc narratif des Îles Orange, Pierre décide de rester aux côtés du professeur Flora. il retrouve Sacha et Ondine à la fin de ce cycle, sans jamais expliquer pourquoi il n'est pas resté avec le professeur. Il visite Kanto, Johto, puis Hoenn et Sinnoh avec Sacha avant de le quitter au début de la saison 14 pour devenir Docteur Pokémon.
Il fait son grand retour à la fois dans la série et dans les jeux, en réapparaissant avec Ondine dans les deux derniers épisodes de la saison 20 de la série et dans le nouveau jeu Let's Go, Pikachu et Let's Go, Évoli.
Il réapparaît une dernière fois avec Ondine dans deux épisodes de la saison 22.

### Pikachu
Pikachu (ピカチュウ, Pikachū) est le Pokémon principal de Sacha et le suit depuis le premier épisode, devenant ainsi un personnage à part entière. Au début, Pikachu n'aime pas et ne veut pas aider Sacha. Mais il découvre à quel point Sacha tient à lui quand ils se font attaquer par un gang de Piafabec sur le chemin.

## R

### Rachid
Rachid (デント, Dento, Cilan au Québec) est l'un des personnages principaux du quatrième cycle de la série. Il reprend le personnage de l'un des trois champions d'Ogoesse dans Pokémon Noir et Blanc. Il capture un Crabicoque et un Limonde.

### Reggie
Reggie (レイジ, Reiji) est le frère aîné de Paul, mais est beaucoup plus sympathique que son frère. Il habite à Voilaroc. C'est un ancien dresseur de Pokémon, qui a remporté tous les badges et emblèmes de toutes les régions, qui s'est reconverti en éleveur après sa seule défaite contre Brandon. Il possède un Étouraptor, un Avaltout, un Castorno et un Drascore (contre Brandon).

### Régis
Régis (シゲル, Shigeru, Gary au Québec) est le premier rival de Sacha et le petit-fils du Professeur Chen, dont il porte le nom de famille. Il reprend le personnage du rival du protagoniste dans Pokémon Rouge et Bleu. Son nom japonais est un hommage à Shigeru Miyamoto et son nom français une référence au sketch des Nuls Régis est un con.
Régis a le même âge que Sacha. C'est un excellent dresseur, qui bat ses adversaires avec aisance et élégance. Contrairement à Sacha, il cherche à attraper le plus de Pokémon possible mais leur accorde moins d'attention. Au début de la série, il est très sûr de lui, condescendant avec Sacha et voyage en voiture avec des pom-pom girls. Il obtient dix badges pour la Ligue Indigo (contre huit pour Sacha) mais perd son 4e match à la Ligue. Il part alors pour Johto, seul et plus humble, et vainc Sacha avec son Évoli dans l'épisode Retour à la rivalité. Il perd finalement face à Sacha en huitième de finale de la Conférence argentée (épisodes Mon meilleur ennemi et Le match tant attendu) ce qui marque la fin de leur rivalité et le début de leur amitié.
À la suite de sa défaite, Régis décide de rejoindre son grand-père pour devenir professeur Pokémon. Il réapparaît dans le dernier épisode du deuxième cycle, Un nouveau départ, où il révèle à Sacha l'existence de Sinnoh, la région où se déroule le troisième cycle. Il affronte de nouveau Sacha et gagne avec son Élekable. Il fait ensuite quelques apparitions ponctuelles pendant le troisième cycle. Un épisode de Pokémon Chronicles lui est également consacré.
Regis réapparait dans la saison 24 où il retrouve Sacha qui est avec un nouvel ami, Goh, et il nargue ce dernier sur ses qualités de dresseur comme avec Sacha au début de la série. Régis fait partie d'une organisation qui a pour objectif d'étudier les mystères des Pokémon en particulier Mew, et qui a pour nom Projet Mew.
Son Pokémon de départ est un Carapuce, ce qu'il ne révèle que lors de son match contre Sacha à la Ligue de Johto.

### René
René (ジュン, Jun, Barry au Québec et dans la saison 11) est un des rivaux mineurs de Sacha dans le troisième cycle de la série. Il reprend le personnage du rival du joueur dans Pokémon Diamant, Perle et Platine. Comme ce dernier, il a un tempérament pressé, ainsi qu'une tendance à s'emporter très vite. N'ayant pas le niveau de Paul, qu'il admire, il tente désespérément de le copier. Il est aussi très ami avec Kenny. Son Pokémon fétiche est son Pingoléon.
Les autres Pokémon de René sont :
- Tiplouf, évolué en Pingoléon
- Étouraptor
- Roserade
- Scarhino
- Airmure
- Kicklee

### Richie
Richie (ヒロシ, Hiroshi) est un dresseur de Pokémon apparaissant au cours du premier cycle de la série ; trois épisodes de Pokémon Chronicles lui sont également consacrés. Il rencontre Sacha dans l'épisode Un nouvel ami, où il l'aide à battre la Team Rocket. Dans les deux épisodes suivants, il affronte et vainc Sacha en quart de finale de la Ligue Indigo avant d'échouer lui-même en demi-finale. Il réapparaît dans trois épisodes de la saison 5, où il aide Lugia contre la Team Rocket. Dans Pokémon Chronicles, il sauve d'abord le professeur Chen de Cassidy et Butch, puis voyage dans le temps avec Celebi et enfin sauve Sulfura de la Team Rocket. Richie possède lors de sa première apparition un Pikachu (surnommé Sparky), un Papilusion (Happy) et un Salamèche (Pyro), puis un Reptincel (Zippo) et un Ymphect (Cruise) lors de sa seconde apparition. Il utilise également un Nirondelle dans Pokémon Chronicles.

## S

### Sonya
Sonya est la fille du professeur Magnolia dans Épée et Bouclier, Sonya deviendra aussi professeure et écrira un livre sur l’histoire de Galar. Elle est spécialisée dans le dynamax.

### Sacha
Sacha (サトシ, Satoshi, Ash Ketchum au Québec) est un jeune garçon de 10 ans, personnage principal de la série. Son premier Pokémon est Pikachu, qui l'accompagne tout au long de la série. Il parcourt différentes régions du monde en attrapant des Pokémon et en gagnant des badges dans l'objectif de devenir un jour Maître Pokémon.

### Serena
Serena (セレナ, Serena) est la nouvelle héroïne qui voyage avec Sacha dans la région de Kalos, avec Lem et Clem. Elle reprend la protagoniste féminine incarnée par le joueur dans Pokémon X et Y. C'est une jeune dresseuse débutante, spécialisée dans la course de Rhinocorne et dans les Salons Pokémon, très répandus dans la région de Kalos. Bien que Sacha ne la reconnaisse pas quand ils se rencontrent, ils se sont connus enfants, dans un centre de vacances à Bourg-Palette. Elle choisit Feunnec comme Pokémon de départ et possède également un Pandespiègle et un Evoli qui évolue en Nymphali. Elle est très amoureuse de Sacha même si elle s'efforce de ne pas le montrer. D'ailleurs,elle embrasse Sacha dans l'avant dernier épisode de Pokémon XYZ.

### Sœurs sensationnelles
Les Sœurs sensationnelles sont les trois sœurs aînées d'Ondine : Daisy, Violette et Lily, également championnes de l’arène d'Azuria. Elles assurent également des spectacles aquatiques avec leurs Pokémon au sein de leur arène. Elles partent faire le tour du monde en croisière au début de la saison 6, laissant la responsabilité de l'arène à Ondine.

## T

### Tarak
Tarak (ダンデ, Dande) est le Maître de la région de Galar. Son Pokémon de prédilection est Dracaufeu. On le surnomme "Tarak l'Invaincu"mais Sacha arrive à le vaincre dans la saison 25.

## V

### Violette
Violette (アヤメ, Ayame) est la deuxième des Sœurs sensationnelles. Elle se consacre au shopping, aux spectacles aquatiques et à ses fans en tant que championne de l'arène du rivage, une arène de Johto qui propose des combats sous-marins. Comme Lily, elle aime taquiner Ondine. C'est généralement elle qui écrit les scénarios des spectacles aquatiques. Comme son prénom l'indique, elle a les cheveux violets.

## Z

### Zoé
Zoé (ノゾミ, Nozomi) est la rivale d'Aurore. Elle participe aux concours et remporte le grand festival.